# Carlü Sadie
Pour les articles homonymes, voir Sadie.

a Compétitions nationales et continentales officielles uniquement.

b Matchs officiels uniquement.
Dernière mise à jour le 16 mai 2025.
Carlü Sadie, né le 7 mai 1997 à Bellville (Afrique du Sud), est un joueur sud-africain de rugby à XV évoluant au poste de pilier au sein de l'Union Bordeaux Bègles en Top 14.

## Biographie
En 2017, il est sélectionné en équipe d'Afrique du Sud des moins de 20 ans pour le Championnat du monde junior.
Après avoir longtemps joué pour des équipes de son pays natal, notamment dans le United Rugby Championship, il évolue depuis 2023 à l'Union Bordeaux Bègles,. 
Son poste habituel est pilier, mais il a aussi joué talonneur.